# Даякон
Даякон — село в Шелопугинском районе Забайкальского края России, входит в состав сельского поселения «Копунское». Основано в 1779 году.

## География
Село находится в северной части района, в долине реки Дая (приток Куренги), на расстоянии примерно 17 км (по прямой) к северу от села Шелопугино, административного центра района. 
Климат
Климат характеризуется как резко континентальный, с продолжительной морозной малоснежной зимой и коротким тёплым летом. Средняя многолетняя температура самого холодного месяца (января) составляет −33,6 °С (абсолютный минимум — −59 °С), температура самого тёплого (июля) — 17,7 °С (абсолютный максимум — 36 °С). Безморозный период длится в течение 74 дней. Среднегодовое количество осадков — 359 мм.
Часовой пояс
Село Даякон находится в часовой зоне МСК+6. Смещение применяемого времени относительно UTC составляет +9:00.

## Население
| 2010 | 2021 |
| ---- | ---- |
| 199  | ↘195 |

### Национальный состав
Согласно результатам переписи 2002 года, в национальной структуре населения русские составляли 100 % из 205 чел.

## Инфраструктура
В селе действует школа-сад.